# キャットタワー

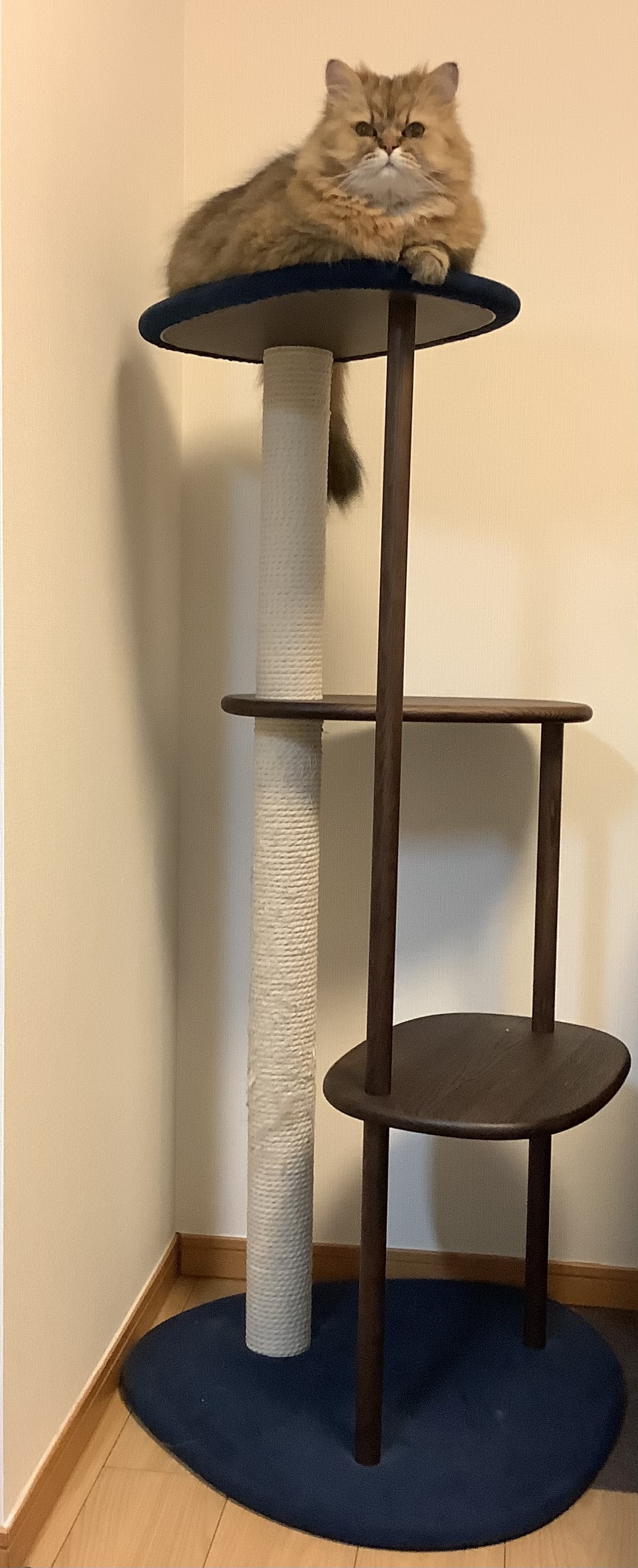
キャットタワーの例

キャットタワー（英: Cat tower, Cat tree）は、室内用の猫の遊具である。

## 種類
キャットタワーの高さや素材、構造は多種多様である。おおむね2段から4段の階層構造になっているものが多く、猫が隠れることのできる箱型のスペースが備えられている場合もある。多くの猫は、自分の縄張りを見渡すのに十分な高さがあるものを好むとされている。

## 効能
キャットタワーは、高い場所を好む猫のためのものであり、ストレスをやわらげる役割がある。引っ越しをする際には、環境の急な変化を避けるために、引っ越し前に使用していたキャットタワーやトイレなどを持っていくと良いとされている。

## 大型キャットタワーの例
ギネス世界記録に認定された世界最大のキャットタワーは、上海のShanghai Chowsing Pet Products Co., Ltd.によるもの。高さ9.8mで15層の造りになっており、最下層は 9.63 m x 9.63 m の大きさ、重さは 9,392 kg である。ほぞ継ぎの技術を使用しているため、組み立てや解体が簡易にできるとされている。
日本最大級のキャットタワーは秋田県動物愛護センター「ワンニャピアあきた」にあり、来訪者が職員とともに中に入ることが可能である。